# Monflanquin
Monflanquin es una comuna francesa del departamento de Lot y Garona en la región de Aquitania. Forma parte de la lista de les plus beaux villages de France. Fue fundada en 1256 por Alfonso de Poitiers.
Esta antigua bastida del siglo XV se encuentra en una colina sobre el valle del río Lède. En la confluencia de los territorios históricos del Périgord, el Quercy y la Guyena.

## Demografía
| 2 308 | 2 354 | 2 368 | 2 356 | 2 431 | 2 258 |
| Para los censos de 1962 a 1999 la población legal corresponde a la población sin duplicidades (Fuente: INSEE [Consultar]) |       |       |       |       |       |